# はずんで! パパモッコ
『はずんで! パパモッコ』は、山本ルンルンによる日本の漫画。

## 概要
どこか遠くの国にあるポケット村に住む、対照的な性格の双子の姉妹イチコとニコ、そして実験の失敗でぬいぐるみのモッコちゃんの姿になった発明家のお父さん（モッコ博士）の日々を描く物語。
2012年1月から2024年3月まで朝日小学生新聞に不定期連載された。また、2012年から2024年まで朝日中高生新聞で、本作のキャラクターが登場する中高生向けの7コマ英語漫画『Hop! Papamocco』が連載された。いずれもフルカラーで描かれている。
作中に数多く登場するモッコ博士の発明品は、山本が「こんなものがあったらいいのにな」と思うことをヒントにしており、趣味で集めているヨーロッパの民芸品などがモデルになっている。
2014年に「このマンガがすごい!WEB」月間ランキング オンナ編にランクインしている。モッコ博士の作り出す発明品の数々が話の主軸になっていることから、ライターの粟生こずえには「平成の『ドラえもん』」と評されている。

## 登場人物
イチコ
双子の姉。活発で好奇心旺盛な性格。
ニコ
双子の妹。マイペースでのんびりした性格。
お父さん
イチコとニコの父で、発明家。発明品の爆発によって亡くなった妻が大切にしていたぬいぐるみ「モッコちゃん」の姿になる。語尾に「モッコ」と付ける。近所の人からは「モッコ博士」と呼ばれている。
発明品のアイデアのほとんどは妻が考えたもので、そのアイデアを1つずつ形にするのが生き甲斐。
スピンドル先生
イチコとニコのクラス担任。堅物で几帳面な性格。短気でイチコからは怖がられているが、人情に厚い面もある。54歳独身。身長180cm、体重72kg。ハゲを気にしている。
ジョーゼット
イチコとニコのクラス委員長。裕福な家の娘で、頭は良いが少し意地悪な性格。
タック、ホック、チャック
イチコとニコのクラスメイトの3人組。イチコと仲が良い。
リッパー
スパンコール・シティからやってきた転校生。体が弱く、空気と水がきれいなポケット村に引っ越してきた。あまり他人に心を開かないが、ニコとは仲がいい。

## 書誌情報
- 山本ルンルン『はずんで! パパモッコ』朝日学生新聞社、全20巻
  1. 2013年12月発行、ISBN 978-4907150204
  2. 2013年12月発行、ISBN 978-4907150211
  3. 2014年6月発行、ISBN 978-4907150389
  4. 2014年6月発行、ISBN 978-4907150396
  5. 2014年12月発行、ISBN 978-4907150525
  6. 2014年12月発行、ISBN 978-4907150532
  7. 2015年6月発行、ISBN 978-4907150594
  8. 2015年12月発行、ISBN 978-4907150761
  9. 2016年7月発行、ISBN 978-4907150921
  10. 2017年7月発行、ISBN 978-4909064134
  11. 2017年12月発行、ISBN 978-4909064288
  12. 2018年7月発行、ISBN 978-4909064417
  13. 2019年7月発行、ISBN 978-4909064769
  14. 2019年11月発行、ISBN 978-4909876027
  15. 2022年10月発行、ISBN 978-4909876188
  16. 2023年5月発行、ISBN 978-4909876195
  17. 2023年10月発行、ISBN 978-4909876201
  18. 2024年1月発行、ISBN 978-4909876218
  19. 2024年7月発行、ISBN 978-4909876232
  20. 2024年7月発行、ISBN 978-4909876249

## 関連商品
- ルンルンマスク パステルピンク[5][6]
  - バラエティショップ OLYMPIAとのコラボ商品。本作のイラストが使用された不織布マスク。
- ルンルンばんそうこう[7]
  - OLYMPIAとのコラボ商品。本作のイラストが使用された絆創膏。パッケージには本作第1巻の表紙イラストが使われている。